# Гаррі Маршалл
Гаррі Маршалл (англ. Garry Kent Marshall; 13 листопада 1934, Бронкс, штат Нью-Йорк, США — 19 липня 2016, США) — американський актор, кінорежисер, кінопродюсер і сценарист. Найбільш відомими його режисерськими роботами є такі фільми, як «Красуня», «Наречена-втікачка», «День Святого Валентина», «Щоденники принцеси» і «Старий новий рік».